# Trimerotropis santabarbara
Trimerotropis santabarbara is een rechtvleugelig insect uit de familie veldsprinkhanen (Acrididae). De wetenschappelijke naam van deze soort is voor het eerst geldig gepubliceerd in 1981 door Rentz & Weissman.